# La Vraie Vie de Buck John
Albums de Jean-Louis Murat
Baby Love DC
(2020)
La Vraie Vie de Buck John  est le 21e et dernier album de Jean-Louis Murat, paru le 22 octobre 2021 sur le label PIAS.

## Historique
Écrit et composé pendant la pandémie de Covid-19, La Vraie Vie de Buck John est enregistré dans la globalité au domicile du chanteur, avec l'intervention à la batterie d'Éric Toury, complice de longue date, mais aussi pour la prise de son et le mixage. C'est l'ultime album studio de Jean-Louis Murat, qui meurt en 2023.
Le titre La Vraie Vie de Buck John est un hommage à un célèbre cowboy héros de bandes dessinées, inspiré des films de l’acteur américain de western, Buck Jones.

## Liste des titres de l'album
1. Nana (je vois ton ombre) – 3 min 24 s
2. Jean Bizarre – 3 min 05 s
3. Chacun sa façon – 3 min 18 s
4. À moi baladin – 2 min 10 s
5. Marylin et Marianne – 3 min 25 s
6. Traverser la France – 2 min 16 s
7. À l'amour – 2 min 50 s
8. Gigi baba – 2 min 35 s
9. Battlefield – 2 min 20 s
10. Ma babe – 2 min 29 s
11. Les Molteni – 2 min 09 s
12. Où Geronimo rêvait – 2 min 38 s

## Accueil de la critique
Pour le magazine culture Les Inrocks, La Vraie Vie de Buck John est un album « parfaitement muratien ».